# Protosticta curiosa
Protosticta curiosa – gatunek ważki z rodziny Platystictidae. Występuje w kontynentalnej Azji Południowo-Wschodniej oraz w południowych Chinach (prowincja Junnan). Na nowszych wersjach World Odonata List takson ten uznawany jest za młodszy synonim Protosticta trilobata.